# Roland Delachenal
Pour les articles homonymes, voir Delachenal.
Roland Delachenal est un historien français.

## Biographie
Archiviste paléographe (promotion 1883), il est élu membre de l'Académie des inscriptions et belles-lettres en 1920, successeur de l'abbé Lejay.

## Publications
- Histoire des avocats au Parlement de Paris, 1300-1600, Librairie Plon, Paris, 1885 (lire en ligne) (première médaille du Concours des antiquités de la France en 1887, Académie des inscriptions et belles-lettres[3])
- Une petite ville du Dauphiné. Histoire de Crémieu, imprimerie F. Allier père et fils, Grenoble, 1889 (compte-rendu)
- Correspondance de Pierre Chépy avec le ministre des affaires étrangères (mai 1793 janvier 1794) : un agent politique à l'armée des Alpes, imprimerie F. Allier père et fils, Grenoble, 1894 (lire en ligne)
- Cartulaire du temple de Vaux, Librairie Alphonse Picard & fils, Paris, 1897 (compte-rendu)
- Histoire de Charles V, tome 1, 1338-1358, Librairie Alphonse Picard & fils, Paris, 1909 (lire en ligne)
- Histoire de Charles V, tome 2, 1358-1364, Librairie Alphonse Picard & fils, Paris, 1909 (lire en ligne)
- Histoire de Charles V, tome 3, 1364-1368, Auguste Picard éditeur, Paris, 1916 (lire en ligne)
- Histoire de Charles V, tome 4, 1368-1377, Auguste Picard éditeur, Paris, 1928
- Histoire de Charles V, tome 5, 1377-1380, Auguste Picard éditeur, Paris, 1931 (compte-rendu)
- Chronique des règnes de Jean II et de Charles V, tome 1, 1350-1364, librairie Renouard, Paris, 1910 (lire en ligne)
- Chronique des règnes de Jean II et de Charles V, tome 2, 1364-1380, librairie Renouard, Paris, 1916 (lire en ligne)
- Chronique des règnes de Jean II et de Charles V, tome 3, Continuation et appendice, librairie Renouard, Paris, 1920 (lire en ligne)
- Chronique des règnes de Jean II et de Charles V, tome 4, Miniatures du manuscrit de Charles V, Société de l'histoire de France, Paris, 1920 (lire en ligne)

## Distinctions

### Décorations
- Chevalier de la Légion d'honneur le 20 avril 1921[4].
- Officier de l'Instruction publique.

### Récompense
- Prix Gobert de l'Académie des inscriptions et belles-lettres en 1909, 1916 et 1917.